# Dalmiro Adaro
Dalmiro Jorge Adaro (Villa Mercedes, Provincia de San Luis, 3 de abril de 1907- Buenos Aires, 15 de junio de 1983) fue un militar perteneciente al Ejército Argentino que alcanzó el grado de General de División. Fue gobernador interventor de la Provincia de Santa Fe entre febrero y junio de 1949. En 1949 es nombrado Jefe de Control de Estado de la Presidencia de la Nación, jefe de la Secretaría de Inteligencia del Estado y del Ejército hasta 1953. Fue secretario privado del general Juan Domingo Perón hasta 1954 y luego agregado militar de España y Portugal hasta 1955.
Es reincorporado en 1973 y nombrado presidente del Honorable Consejo Supremo de las Fuerzas Armadas hasta su retiro en 1976.

## Familia
Dalmiro Adaro era hijo del reconocido profesor, Gobernador y Diputado puntano Dalmiro Santiago Adaro (fundador de la primera comisión provincial de educación de la provincia de San Luis), y nieto de Juan Esteban Adaro, General del Ejército de los Andes.
Tuvo dos hermanos y estuvo casado en primeras nupcias con Fanny Robert, con quien tuvo a sus dos hijos, Guillermo y Graciela Beatriz. Posteriormente se casó con Esther Bazán, con quien compartió una hijastra.

## Carrera
Ingresó al Colegio Militar de la Nación en 1925 egresando del mismo en 1927 como Subteniente del arma de Infantería.
Previo al cargo de interventor federal en Santa Fe había formado parte del Regimiento 12 de Infantería Mecanizado «Gral. Juan Antonio Álvarez de Arenales», de la ciudad de Santa Fe, al que ingresó en 1930 con el grado de teniente convirtiéndose en jefe de la unidad en 1945.
En 1941 se unió a las filas golpistas del Grupo de Oficiales Unidos que encabezó el golpe de Estado en Argentina de 1943 contra Ramón Castillo. 
El 10 de noviembre de 1947, Presidente, Juan Domingo Perón firma el decreto donde se crea el Liceo Militar «General Belgrano» y lo nombró como su primer director, cargo que asumió el 12 de diciembre de ese año.
En 1948 es ascendido al cargo de Coronel e ingresa a la Escuela Superior de Guerra donde también, tiempos luego, estuvo a cargo de la cátedra de Defensa Nacional.
El 8 de febrero de 1949 fue nombrado como interventor federar en reemplazo de Waldino Suárez. Su mandato duró apenas cuatro meses ya que convocó a elecciones apenas asumió el cargo.
A fines de 1949 el entonces presidente Juan Domingo Perón, junto a su esposa la Sra. Eva Duarte de Perón socilitan al Coronel Dalmiro Adaro que se presente en la capital federal a fin de ocupar un cargo dentro del partido Justicialista. Posteriormente fue ascendido al rango de General de Brigada.
Es nombrado Jefe de control de estado de la Presidencia de la Nación, Jefe de la Secretaría de Inteligencia del Estado, (SIDE) y Jefe a cargo en la Auditoría General de la Nación hasta 1953. En 1954 Perón lo designó como su secretario privado hasta mediados de ese año. Al mismo tiempo fue jefe de cátedra de Defensa Nacional, en la Universidad Nacional del Litoral (UNL). 
En 1954 fue enviado a misiones especiales en los Estados Unidos y luego es destinado como agregado militar en España Y Portugal. Cargo que desempeñó hasta septiembre de 1955, cuando Perón fue derrocado por la dictadura autodenominada Revolución Libertadora cuando es dejado cesante.
En su regreso a Argentina y se pone a disposición del nuevo gobierno de facto a fin de ser investigado por las comisiones del congreso y es puesto preso por 12 meses hasta que se descubrió que no tenía ningún tipo de defraudación al Estado.
Isaac Rojas exige su fusilamiento por haber formado parte del gobierno depuesto. Sin embargo la mayoría del generalato rechazó el pedido de Rojas, puesto a que Adaro era considerado un experimentado y neutral general.
Durante su estadía en el Instituto Penal de las Fuerzas Armadas (actual Unidad 28 de Magdalena), junto a su viejo amigo y camarada el General de División Franklin Lucero y otros oficiales superiores y subalternos, fue despojado de su grado y uniforme militar, en castigo por su participación en el gobierno peronista. 

### Reincorporación
Recobró su grado durante el tercer gobierno de Juan Domingo Perón, en 1974, y fue designado titular del Consejo Supremo de las Fuerzas Armadas hasta principios de 1976 donde se decidió pasarlo a retiro en forma definitiva.

## Homenajes
En su honor existe en Villa General Roca,la escuela N.° 84 que lleva el nombre de Dalmiro Santiago Adaro.